# 티베리우스 클라우디우스 세베루스 프로쿨루스
티베리우스 클라우디우스 세베루스 프로쿨루스 (Tiberius Claudius Severus Proculus, 163년경-218년쯤)는 로마 시대 원로원 의원이다. 어머니를 통해 그는 마르쿠스 아우렐리우스 황제의 외손자이긴 하지만, 정치에 있어서는 제한적인 역할이 주어졌다.

## 혈통 및 가문
세베루스 프로쿨루스는 갈라티아 속주의 도시 폼페이오폴리스에서 부유하고 저명한 가문에서 태어난 귀족 출생이었다. 그는 폰토스 그리스계 원로원 의원이자 소요학파 철학자인 그나이우스 클라우디우스 세베루스와 그의 두 번째 아내이자 마르쿠스 아우렐리우스의 딸인 황녀 안니아 갈레리아 아우렐리아 파우스티나의 아들이기도 하다. 그는 아버지의 첫 혼인으로부터 마르쿠스 클라우디우스 움미디우스 콰드라투스 (Marcus Claudius Ummidius Quadratus)라는 배다른 형제가 있었는데, 그는 마르쿠스 아우렐리우스 황제의 조카이자 167년에 집정관을 지낸 마르쿠스 움미디우스 콰드라투스 안니아누스에게 입양됐었다.
그의 조부인, 그나이우스 클라우디우스 세베루스 아라비아누스 역시도 원로원 의원이자 소요학파 철학자였으며, 마르쿠스 아우렐리우스를 가르쳤던 교사이기도 하였는데, 이후에 이 둘은 친구 사이가 되었다. 외조부모는 마르쿠스 아우렐리우스와 소 파우스티나이다. 어머니를 통해서 세베루스 프로쿨루스는 로마 제국을 지배하는 네르바-안토니누스 왕조의 인척 관계였고 이모이자 외삼촌 중에는 루킬라 황후와 콤모두스 황제가 있었다.

## 생애
세베루스 프로쿨루스는 폼페이오폴리스에서 태어나 자랐다. 그가 아버지와 조부의 철학을 따랐는지는 알려져 있지 않다.
세베루스 프로쿨루스가 콤모두스를 죽이거나 폐위시켜려는 어떠한 계획에도 관여하지 않은 것으로 보인다. 그의 외숙부가 192년 12월에 암살될 때까지, 세베루스는 콤모두스의 몇 안되는 생존하고 있는 남자 친척 중 하나였으나, 잠재적 후계자로서는 완전히 배제됐었다.
193년에, 페르티낙스와 디디우스 율리아누스가 사망한 후, 셉티미우스 세베루스가 마침내 황제 자리를 차지하였고, 세베루스 왕조를 창건했다. 그의 재위 기간 (193년-211년), 세베루스 프로쿨루스는 원로원 의원 그리고 200년에 직권 집정관으로 활동했다.
그 이후, 그는 부유한 외가쪽 육촌이자 마르쿠스 아우렐리우스의 여동생 안니아 코르니피키아 파우스티나의 손녀인 안니아 파우스티나와 혼인했다. 이들은 피시디아에 있는 아내의 거대한 사유지에 정착했고, 이곳에는 207년경의 것으로 추정되는 이곳의 소유권을 나타내는 금석문이 세워져 있었다.
201년경, 이 둘 사이에서 신기하게도 세베루스의 이름을 따지 아니한 안니아 아우렐리아 파우스티나라는 딸이 있었다. 이는 네르바-안토니누스 왕조와의 관련성을 기념하기 위해 딸에게 어머니의 가문인 아우렐리우스와 안니우스를 기념하며 이름을 지어준 것처럼 보인다. 세베루스 프로쿨루스는 그 이상의 자녀가 없는 것으로 보인다.
216년경, 세베루스 프로쿨루스는 폼포니우스 바수스와 정치적 동맹을 맺고 딸을 그에게 시집보냈다. 이후인 221년, 안니아는 엘라가발루스 황제 (재위 218년-222년)의 세 번째 부인이 되기도 했다.

## 참고 문헌
- Anthony Richard Birley, Marcus Aurelius, revised edition. Routledge, 2000.
- Anthony Richard Birley, Septimius Severus: the African emperor. Routledge, 1999.
- Albino Garzetti, From Tiberius to the Antonines: a history of the Roman Empire AD 14-192, 1974
- William M. Ramsay, The Cities and Bishoprics of Phyrgia: Being an Essay of the Local History of Phrygia from the Earliest Times to the Turkish Conquest Volume One, Part One, 2004
- 마르쿠스 아우렐리우스 - '명상록'